# Pittsfield (hrabstwo Merrimack)
Pittsfield – jednostka osadnicza w Stanach Zjednoczonych, w stanie New Hampshire, w hrabstwie Merrimack.